# Karl Blossfeldt
Karl Blossfeldt, nemški fotograf, kipar in pedagog, * 13. junij 1865, Schielo, † 9. december 1932, Berlin, Weimarska republika.
Blossfeldt velja za pionirja nove objektivnosti.
V svojem umetniškem ustvarjanju se je osredotočil na izredno bližnje posnetke rastlin, ki jih je postavil na temno ozadje in tako povzročil, da so bile rastline glavni motiv fotografije. Uporabil je tudi različna razmerja, da je prikazal rastline majhne kot razne okraske oz. tako velike kot zgradbe.